# Literáty Ödön
Tordai Finta Literáty Ödön (Nagybégány (Bereg vármegye), 1847. február 5. – Budapest, 1887. december 12.) ügyvéd és országgyűlési képviselő.

## Élete
Nagybégányban született, ahol apja, Literáty János, református lelkész volt. Jogi tanulmányait 1867-ben a pesti egyetemen fejezte be. Ezután Bereg vármegyében tiszteletbeli esküdtként szolgált. 1868-ban a magyar királyi pénzügyminisztériumnál lett segédfogalmazó. 1871-ben ügyvédi oklevelet szerzett, és a magyar királyi pénzügyigazgatóság mellett a kincstár jogügyeinek intézésével bízták meg. 1874-ben az állami szolgálatból kilépett és mint önálló gyakorló ügyvéd irodát nyitott Budapesten. Az 1881-84. évi országgyűlésen a mezőkászonyi kerületet képviselte. 1884-ben a munkácsi kerületben választották meg szabadelvű párti programmal. A budapesti ügyvédi kamarának választmányi tagja, a házban az igazságügyi bizottság tagja volt és mint előadó több ízben szerepelt. Párbajnak esett áldozatul, melyet sógorával, Pásztély Jenő fővárosi ügyvéddel vívott, akinek golyója halálra sebezte; 48 óra múlva 1887. december 12-én meghalt Budapesten. Felesége Kádas Etelka volt, aki közel 40 évvel élte túl férjét, 1926. október 8-án hunyt el Szekszárdon.
A Beregnek munkatársa volt. Országgyűlési beszédei a Naplókban (1881-87.) jelentek meg.
1888. szeptember 9-én Munkács díszpolgárává választották.

## Munkája
- Munkácsy Mihály szülőháza emléktáblájának leleplezésekor 1882. március 3-án Munkácson tartott beszéd. Bpest, 1882.